# Verdrag nopens de toepassing op den zeeoorlog van de beginselen der Conventie van Genève van 22 augustus 1864
Het Verdrag nopens de toepassing op den zeeoorlog van de beginselen der Conventie van Genève van 22 augustus 1864 is een op 29 juli 1899 tijdens de eerste Haagse vredesconferentie tot stand gekomen verdrag dat de regels van het eerste Geneefse verdrag van toepassing verklaart op zeeoorlogen.

## Geschiedenis
Op 22 augustus 1864 kwam het eerste Geneefse verdrag tot stand. Dit verdrag zag alleen op de behandeling van gewonde en zieke soldaten van de landstrijdkrachten. Het ontwerp van dit verdrag bevatte een elfde artikel waarbij de verdragspartijen zouden overeenkomen later een soortgelijk verdrag te sluiten met betrekking tot de zeeoorlog. De geneesheer Leroy-Méricourt stelde voor om in het verdrag van 1864 zelf enige bepalingen betreffende de zeeoorlog op te nemen, maar dit verzoek werd door de aanwezigen verworpen. Meerdere afgevaardigden gaven aan niet gevolmachtigd te zijn om te onderhandelen over bepalingen over zeeoorlog en men was van mening dat de zeeoorlog buiten het bereik van de conferentie lag.
Onder andere bij de Slag bij Lissa (1866) bleek dat er toch een behoefte was aan specifieke regelingen voor gewonden van een zeeoorlog. Daarom kwam in 1868 een nieuwe conferentie bijeen om zich, onder andere, te buigen over het tot de zeeoorlog uitbreiden van het verdrag van 1864. Het verdrag van 1868 werd wel ondertekend, maar alleen de Nederlandse regering ging over tot goedkeuring. Doordat geen enkele andere mogendheid overging tot bekrachtiging werd de goedkeuring in 1894 ingetrokken. Hoewel geen van de mogendheden de aanvullende artikelen had bekrachtigd werden zij in de praktijk wel door middel van bilaterale afspraken nageleefd. Bijvoorbeeld in de Frans-Duitse Oorlog van 1870-1871 en de Spaans-Amerikaanse Oorlog van 1898.
Dit leidde ertoe dat aan het programma van de eerste vredesconferentie van Den Haag als onderwerp toegevoegd werd het aannemen van regels uit het Geneefse verdrag van 1864 en de aanvullende artikelen van 1868 voor de zeeoorlog, en het aannemen van regels omtrent de onschendbaarheid van hospitaalschepen.

## Het verdrag
Het verdrag is grotendeels gebaseerd op de Additionele artikelen tot herziening der overeenkomst van 22 Augustus 1864 ter verbetering van het lot der gewonden bij de legers te velde in oorlogstijd van 1868. Het verdrag bevat veertien artikelen die onderverdeeld kunnen worden in drie onderwerpen: de artikelen 1 tot en met 6 betreffen de hospitaalschepen, artikel 7 betreft de bemanning, en de artikelen 8 en 9 betreffen de gewonden, zieken en schipbreukelingen.

### Hospitaalschepen
Het verdrag maakt een onderscheid tussen militaire hospitaalschepen, particuliere hospitaalschepen van de strijdende partijen, en particuliere hospitaalschepen van een neutrale staat. Het verschil is voornamelijk van belang voor de bekendmaking aan de tegenpartij. De naam van een militair hospitaalschip moet voor ingebruikneming aan de tegenpartij medegedeeld worden. Particuliere hospitaalschepen dienen daarnaast in het bezit te zijn van een lastbrief van hun staat waarin hun opdracht als hospitaalschip staat vermeld. Om hospitaalschepen (van een afstand) te kunnen onderscheiden van andere (oorlogs)schepen dienen zij een witte vlag met rood kruis te voeren en volledig wit geschilderd te zijn. Militaire hospitaalschepen zijn rondom voorzien van een brede groene band, terwijl particuliere schepen een brede rode band hebben.
Hospitaalschepen zijn verplicht om (zonder onderscheid tussen de oorlogsvoerende partijen) hulp en bijstand te bieden aan de gewonden, zieken en schipbreukelingen. Het is verboden om deze schepen voor andere oorlogsdoeleinden te gebruiken. Daar staat tegenover dat hospitaalschepen niet buitgemaakt mogen worden. Wel hebben de strijdende partijen het recht om de hospitaalschepen te doorzoeken en om toezicht op hen te houden. Daarvoor kunnen zij een commissaris aan boord van het schip plaatsen. Ook kunnen de partijen bevelen geven aan hospitaalschepen, bijvoorbeeld dat zij een bepaald gebied moeten verlaten.
Militaire hospitaalschepen worden gedurende hun verblijf in een neutrale haven niet gelijkgesteld met oorlogsschepen. Dat betekent dat de onzijdige staat geen voorwaarden mag stellen aan de duur van het verblijf in de haven, het vertrek uit de haven en de bevoorrading van het schip. Bij oorlogsschepen mogen neutrale mogendheden wel vergelijkbare eisen stellen om te voorkomen dat hun havens gebruikt worden als uitvalbasis voor militaire acties. Militaire hospitaalschepen worden wel gelijkgesteld met oorlogsschepen voor zover het gaat om handhaving van hun exterritorialiteit.
Het verdrag kent ook nog een bepaling met betrekking tot neutrale koopvaardijschepen (die dus niet uitgerust zijn als hospitaalschip). Deze koopvaardijschepen kunnen, als zij gewonden, zieken of schipbreukelingen van de oorlogsvoerende partijen aan boord hebben, niet buitgemaakt worden vanwege het enkele feit dat zij zeelieden van de tegenpartij aan boord hebben. Het schip kan wel buitgemaakt worden als het op enige wijze zijn onzijdigheid schendt. Het verdrag geeft echter geen regels met betrekking tot de vraag wat er moet gebeuren met de geredde personen en het is bijvoorbeeld onduidelijk of zij na te zijn gered weer deel mogen nemen aan de oorlog.

### Bemanning
De geestelijke, geneeskundige en hospitaal-bemanning van een buitgemaakt schip is onschendbaar en zij kunnen niet tot krijgsgevangene gemaakt worden. Hun instrumenten, voorwerpen en privé-eigendom maken geen deel uit van het buitrecht; bij het verlaten van het schip mogen zij deze voorwerpen meenemen. Zij zijn verplicht om hun diensten te blijven verlenen zolang dat nodig is. Omdat deze bemanning bij hun dienstverlening geen onderscheid mogen maken tussen de strijdende partijen, hebben zij recht op doorbetaling van hun soldij – ook indien zij in de handen van de tegenpartij gevallen zijn. In dit laatste geval dient de tegenpartij hun soldij te voldoen. Na toestemming van de bevelhebber mogen zij het schip van de tegenpartij, met aan hen toebehorende voorwerpen, verlaten.

### Gewonden, zieken en schipbreukelingen
Gewonden, zieken en schipbreukelingen die zich aan boord van een schip bevinden dienen te allen tijde beschermd en verzorgd te worden. Dit is een van de grondbepalingen van het verdrag en alle andere bepalingen dienen voornamelijk om dit doel van zorg en bescherming te behalen. Het verdrag bepaalt verder dat alle gewonde, zieke en gestrande zeelieden en soldaten die in handen van de tegenpartij vallen de status van krijgsgevangene bezitten. Het staat deze partij vrij om te beslissen wat er met de krijgsgevangene moet gebeuren. Als zij aan hun eigen land teruggegeven worden, dan mogen de voormalige krijgsgevangene gedurende de oorlog geen krijgshandelingen meer verrichten.
Het verdrag bevatte oorspronkelijk een bepaling met een gedetailleerde regeling voor schipbreukelingen, gewonden en zieken die naar een neutrale haven worden gezonden. Daarin stond dat de neutrale mogendheid (die daartoe zijn toestemming heeft gegeven) verplicht is om hen te bewaken en ervoor te zorgen dat zij niet opnieuw aan de oorlog deel kunnen nemen. De kosten voor internering zouden ten laste komen van de staat tot wie deze personen hoorden. Het artikel is nooit geratificeerd, omdat met name Groot-Brittannië, Turkije en de Verenigde Staten bezwaar maakten tegen de ongewenste inmenging van de strijdende partijen in de neutraliteit van het betreffende land.

### Slotbepalingen
In de slotbepalingen van het verdrag bevindt zich een (destijds gebruikelijke) clausula si omnes – een bepaling die stelt dat het verdrag alleen van toepassing is als alle deelnemers aan een conflict partij zijn bij het verdrag. Daarnaast zijn de bepalingen van het verdrag niet van toepassing in een conflict tussen een verdragspartij en een staat die geen partij is bij het verdrag. Tot slot bevat het verdrag nog enkele bepalingen met betrekking tot de toetreding tot en opzegging van het verdrag.

## Nalatenschap
Het verdrag is van belang omdat het, na verschillende mislukte pogingen daartoe, de eerste bindende regeling is die specifiek betrekking heeft op de humane behandeling van de zieken en gewonden tijdens de zeeoorlog. Het heeft echter niet lang geduurd voordat het verdrag herzien werd. In 1906 werd naar aanleiding van een conferentie in Genève een nieuw Geneefs verdrag aangenomen 'tot de verbetering van het lot der gewonden en zieken, zich bevindende bij de legers te velde'. Ook ditmaal voorzag het Geneefse verdrag niet in bescherming voor de strijdkrachten ter zee. Tijdens de tweede Haagse vredesconferentie werd daarom besloten om de principes uit dit Geneefse verdrag van 1906 aan te passen aan de zeeoorlog. Het resultaat was het Verdrag voor den toepassing op de zeeoorlog der beginselen van het Verdrag van Genève van 1907. Dit nieuwe verdrag bevat 26 verdragsbepalingen, maar volgt in grote lijnen nog steeds zijn voorganger uit 1899. Het verdrag uit 1907 is op zijn beurt in 1949 weer vervangen door de Tweede Geneefse Conventie voor de verbetering van het lot der gewonden, zieken en schipbreukelingen van de strijdkrachten ter zee.